# Zeche Geduld
Die Zeche Geduld war ein Steinkohlenbergwerk in Hattingen-Oberbredenscheid/Sprockhövel. Die Zeche war etwa 70 Jahre mit mehreren Unterbrechungen in Betrieb.

## Bergwerksgeschichte
Am 5. März 1826 und am 5. Mai des Jahres 1836 erfolgte die Verleihung des Geviertfeldes. Im Jahr 1837 wurde die Zeche in Betrieb genommen, aus dem Paasbachtal wurde ein Stollen in Richtung Osten aufgefahren. Im Jahr 1838 wurde der Schacht Rudolph geteuft, der Schacht befand sich in der Nähe der Straßen Am Engel und Alte Poststraße. 1840 war Schacht Emilie in Förderung. Ab Ende Oktober 1843 wurde die Zeche in Fristen gesetzt. Im Jahr 1891 wurde die Zeche wieder in Betrieb gesetzt. Es wurde nahe der Alten Poststraße ein neuer Stollen angesetzt und in Richtung Südwesten vorgetrieben.
Im Jahr 1892 war ein tonnlägiger Schacht mit einer flachen Teufe von 48 Metern vorhanden. Der Transport wurde über Tage mit einer Pferdeschleppbahn von Wodan zum Bahnhof Bredenscheid durchgeführt. Der tonnlägige Schacht wurde auch im Jahr 1893 weiter aufgelassen. 1894 wurde die Zeche Geduld stillgelegt und 1900 wurde die Berechtsame den Westfälischen Kohlenwerken zugeschlagen.

### Förderung und Belegschaft
Die ersten bekannten Förderzahlen des Bergwerks stammen aus dem Jahr 1838, es wurden 363⅛ preußische Tonnen Steinkohle gefördert. 1840 wurden 295 preußische Tonnen Steinkohle gefördert. 1842 stieg die Förderung auf 7093 preußische Tonnen Steinkohle an. Die ersten bekannten Belegschaftszahlen des Bergwerks stammen aus dem Jahr 1891, in diesem Jahr waren fünf Bergleute auf der Zeche beschäftigt, die eine Förderung von 952 Tonnen erbrachten. 1892 wurden mit fünf Bergleuten 1743 Tonnen Steinkohle gefördert. Die letzten bekannten Förder- und Belegschaftszahlen des Bergwerks stammen von 1894, in diesem Jahr wurden mit sechs Bergleuten 1400 Tonnen Steinkohle gefördert.

### Nachkriegsbetrieb
Auf dem Grubenfeld der Zeche Geduld wurde in den Jahren 1957 bis 1964 eine Kleinzeche betrieben. Gründer dieser Kleinzeche war zunächst Hermann Kamperhoff. Die Zeche hatte selbigen Namen, abgebaut werden sollte der Nordflügel von Hauptflöz. Ab Juli 1958 wurde der Betrieb von der Sundern GmbH übernommen. Um Namensverwechslungen mit der Zeche Sundern zu vermeiden, stimmte das Bergamt ausnahmsweise zu, den Namen Zeche Geduld zu verwenden. Schon 1958 übernahm dann die Erlbruch GmbH den Betrieb unter dem Namen Zeche Erlbruch GmbH. 1960 wurden mit 39 Bergleuten 3659 Tonnen Steinkohle gefördert. Die maximale Förderung der Zeche wurde im Jahr 1961 erbracht, als mit 34 Bergleuten 4758 Tonnen Steinkohle gefördert wurden. Am 18. September des Jahres 1963 kam es zu einer Schlagwetterverpuffung. Am 30. April 1964 wurde die Kleinzeche Geduld stillgelegt.

### Zeche Erlbruch
Mit dem Betrieb des Schachtes Geduld hatte die Erlbruch GmbH den Nachfolgebetrieb der Zeche Geduld aufgenommen. Parallel dazu betrieb sie von 1958 bis 1962 in Hattingen Oberstüter den Schacht Erlbruch. Die Zeche Erlbruch wurde im Jahr 1958 in Betrieb genommen und mit 17 Bergleuten wurden in diesem Jahr 2201 Tonnen Steinkohle gefördert. 1959 wurde der Betrieb gestundet und erst 1961 wurde der Betrieb wieder aufgenommen. Im November 1962 wurde die Förderung eingestellt, bis zu diesem Zeitpunkt waren mit 20 Bergleuten 2567 Tonnen Steinkohle gefördert worden. Am 31. Dezember 1962 wurde die Zeche Erlbruch stillgelegt.